# Кенсьо
Кенсьо (*顕昭, 1129/1130 — 1209) — середньовічний японський поет і письменник періоду Хейан. Очільник поетичної школи Рокудзьо. Відомий також як Кенсьо Хосі та Суке-но-кімі.

## Життєпис
Про походження відомо замало. Викликають дискусії щодо батьків майбутнього поета. Знано, що його було всиновлено Фудзівара но Акісуке, внаслідок цього доєднався до роду Північних Фудзівара. Разом з іншими членами школи Рокудзьо навчався віршування. Про його діяльність відомо замало. Близько 1191 року стає буддистським ченцем (хідзірі).
Більше відомостей є про участь Кенсьо, який після смерті 1177 року зведеного брата Фудзівара но Кійосуке очолив школу Рокудзьо. Найзначущими стали поетичні турніри 1192—1194 (Роппякубан) і 1201—1202 років (Сенго-хякубан утаавасе).
У першому — Роппякубан (мав 600 раундів), який організував Фудзівара но Йосіцуне, в якому Кенсьо мав поразки та успіхи. Запам'ятався насамперед суперечками щодо переможця зі своїм суперником Дзякуреном зі школи Мікохідарі. Цю суперечку прозвали токко (за одяком Кенсьо) і камакубі (витягнутою шиєю Дзякурена). Звідси до японської мови увійшов афоризм токко камакубі, що значить затяту суперечку.
У другому турнірі — Сенго-хякубан утаавасе (мав 1500 раундів), який організував екс-імператор Ґо-Тоба, Кенсьо, який одночасно був суддею, зазнав цілковитої поразки. Внаслідок цього згодом перевагу при імператорському дворі захопила школа Міхондарі, що зобразилося у передачі представникам останнього права складання двох наступних імператорських поетичних антологій.
Помер Кенсьо 1209 року.

## Творчість
Вірші-вака Кенсьо увійшли до антологій «Сін кокін-сю» (2 вірші), «Сендзай вака-сю» (13 віршів) тощо. Окрім складання віршів, є автором поетологічних трактатів, найвідомішим з яких є «Сютюсьо». Також склав коментар «Кентю міккан» до збірки «Кокін вака-сю». За результатами поетичного конкурсу «Роппякубан» склав працю «Роппякубан тіндзьо», який було присвячено помилкам в суддівстві під час цього змагання.